# Jean-Marie Chauvier
Pour les articles homonymes, voir Chauvier.
Jean-Marie Chauvier (né en 1941 à Bruxelles) est un journaliste et essayiste politique belge, spécialiste de l'URSS et de la Russie.

## Biographie
Jean-Marie Chauvier est l'auteur ou le coauteur de plusieurs ouvrages sur l'URSS et de la Russie publiés en français, anglais, allemand, italien, japonais. De 1964 à 1969, il fut correspondant du quotidien communiste belge Le drapeau Rouge de 1964 à 1969, puis, dans les années 1970-80, collaborateur de la Fondation André Renard (FGTB, syndicats wallons), du Courrier de Belgique du quotidien français Le Monde, des revues Mai  et La Revue Nouvelle (Belgique) Les Temps modernes et Politique aujourd'hui (France) et à partir de 1982 du Le Monde diplomatique dont il devint l'envoyé spécial en URSS. Journaliste à la RTBF de 1975 à 1996, successivement en radio et en télévision, il réalisa plusieurs reportages et documentaires en URSS, Géorgie, Ukraine dans les années 1983-1992 lors des grands bouleversements de la Perestroïka et de la fin de l'URSS.
Dans les années 1970-80, il fut l'un des animateurs du Comité Tchécoslovaquie et du Comité du Premier mai, qui rassemblaient des militants de la gauche belge et luttaient pour les libertés démocratiques et la solidarité avec les dissidents dans les pays de l’Est. Dans ses engagements en faveur des droits démocratiques, il a également milité contre la répression au Maroc et en Turquie, au tournant des années 1970-1980.
Jean-Marie Chauvier collabore aujourd'hui au mensuel Le Monde diplomatique et à divers autres journaux et sites internet.